# SPACA6
SPACA6 (англ. Sperm acrosome associated 6) – білок, який кодується однойменним геном, розташованим у людей на довгому плечі 19-ї хромосоми. Довжина поліпептидного ланцюга білка становить 324 амінокислот, а молекулярна маса — 36 333.
| 10         |  | 20         |  | 30         |  | 40         |  | 50         |
| ---------- |  | ---------- |  | ---------- |  | ---------- |  | ---------- |
| MALLALASAV |  | PSALLALAVF |  | RVPAWACLLC |  | FTTYSERLRI |  | CQMFVGMRSP |
| KLEECEEAFT |  | AAFQGLSDTE |  | INYDERSHLH |  | DTFTQMTHAL |  | QELAAAQGSF |
| EVAFPDAAEK |  | MKKVITQLKE |  | AQACIPPCGL |  | QEFARRFLCS |  | GCYSRVCDLP |
| LDCPVQDVTV |  | TRGDQAMFSC |  | IVNFQLPKEE |  | ITYSWKFAGG |  | GLRTQDLSYF |
| RDMPRAEGYL |  | ARIRPAQLTH |  | RGTFSCVIKQ |  | DQRPLARLYF |  | FLNVTGPPPR |
| AETELQASFR |  | EVLRWAPRDA |  | ELIEPWRPSL |  | GELLARPEAL |  | TPSNLFLLAV |
| LGALASASAT |  | VLAWMFFRWY |  | CSGN       |  |            |  |            |

A: Аланін

C: Цистеїн

D: Аспарагінова кислота

E: Глутамінова кислота

F: Фенілаланін

G: Гліцин

H: Гістидин

I: Ізолейцин

K: Лізин

L: Лейцин

M: Метіонін

N: Аспарагін

P: Пролін

Q: Глутамін

R: Аргінін

S: Серин

T: Треонін

V: Валін

W: Триптофан

Задіяний у такому біологічному процесі, як альтернативний сплайсинг. 
Локалізований у мембрані.